# North Tonawanda
North Tonawanda est une cité (city) située dans le comté de Niagara, dans l'État de New York, aux États-Unis. Lors du recensement de 2010, sa population s’élevait 31 568 habitants. C'est dans cette ville que s'est installé le facteur d'instruments de musique Wurlitzer.

## Histoire
À l'arrivée des premiers colons en 1809, North Tonawanda fut intégrée à Wheatfield (New York), dans le comté de Niagara, avant d'être partagée avec la commune de Tonawanda dans le comté d'Érié, en 1857. Elle accède au statut de village le 8 mai 1865 (en tant que faubourg de Martinsville (New York)), puis à celui de cité le 24 avril 1897.
Du milieu du XIXe siècle jusqu’aux années 1970, cette petite ville tira sa richesse du bois et de la menuiserie, car sa position fluviale la plaçait au carrefour du transport de cette matière première. C'est là que le plus gros fabricant de manèges de chevaux de bois, Allan Herschell Co., a vu le jour : on peut aujourd'hui visiter le musée du manège, au 180 Thompson Street. En 1888, A. Herschell fit venir le Belge Eugène de Kleist, employé des frères Limonaire, qui ouvrit une usine d'orgues mécaniques à North Tonawanda, la North Tonawanda Barrel Organ Factory. De Kleist, élu maire en 1906, la revendit en 1909 à la Rudolph Wurlitzer Company, qui est aujourd'hui l'un des plus gros fabricants d'instruments de musique au monde. Parmi plus de 150 menuiseries de cette ville, la Ray H. Bennett Lumber Co. s'est spécialisée dans les cabanes de rondins en kit, et a été en activité pendant plus de 70 ans. 
Les autres industries, notamment les vernis, la quincaillerie et l'accastillage, n'ont pas été en reste : on peut citer Richardson Boat, Buffalo Bolt, Durez Chemical, National Grinding Wheel, Taylor Devices, International Paper, Tonawanda Iron & Steel, Riverside Chemical, etc.

## Géographie
North Tonawanda s'étend sur la rive nord du Canal Érié, à la confluence du ruisseau de Tonawanda, dans le comté d'Érié (dont elle est la deuxième plus grosse agglomération), à cheval sur les communes de Tonawanda et d’Amherst. Au nord et à l'est, elle est frontalière de la ville de Wheatfield ; elle s'étend jusqu'au Niagara à l'ouest, et à la ville de Tonawanda au sud.

## Tourisme
Le musée du chemin de fer de la Niagara Frontier a repris les locaux d'une gare de 1923 dans Oliver Street : celle de la ligne Erie Railroad. Le Riviera Theater and Performing Arts Center dans Webster Street est une salle de spectacle de style Renaissance Italienne. Tous les mois, des concerts d'orgue y sont organisés grâce à un instrument de 1926, le Mighty Wurlitzer. En tant que salle de cinéma, c'est l'une des rares salles des États-Unis équipée pour projeter les films muets enregistrés sur film au nitrate d'argent. 
L'ancienne bibliothèque Carnegie est aujourd'hui le Carnegie Art Center. Le musée historique de North Tonawanda occupe les anciens magasins G. C. Murphy Co. dans Webster Street, en plein cœur du centre-ville,
North Tonawanda possède plusieurs jardins publics : Veteran's Park et ses monuments, l'un dédié au Seabees, fameux régiment des U.S. Marines, et l'autre aux anciens combattants du Vietnam ; Gateway Harbor Park, le long du Canal Érié, où sont organisées tous les mois de juillet les Canal Fests, ainsi que des concerts ; le parc de Gratwick-Riverside, d'une superficie de 21,5 ha, le long des berges du Niagara ; enfin le parc de Pine Woods, le Mayor's Park et le jardin d'acclimatation de North Tonawanda,.

## Personnalités liées à la ville
- Ted Barrett, arbitre de la MLB
- Robert Mangold, peintre minimaliste.

## Source
- (en) Cet article est partiellement ou en totalité issu de l’article de Wikipédia en anglais intitulé « North Tonawanda, New York » (voir la liste des auteurs).

1. ↑  Henri-Jean Calsat (dir.), Dictionnaire multilingue de l'aménagement de l'espace: français-anglais-allemand-espagnol, Paris, Conseil international de la langue française, 1993, 1111 p. (ISBN 978-2-85319-245-3, BNF 36209642, lire en ligne), p. 509
2. 1 2 3 4 5  Cf. « Collections - An Erie Canal Town » (consulté le 12 novembre 2015)
3. ↑  Cf. « Carrousel Factory Museum » (consulté le 12 novembre 2015)
4. 1 2  D'après Christine A. Smyczynski, Western New York: From Niagara Falls and Southern Ontario to the Western Edge of the Finger Lakes, Woodstock, Vermont, The Countryman Press, 2005, p. 93-99, 101-102.